# 이스미군

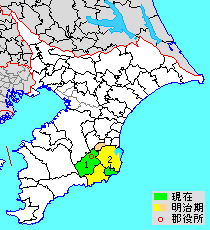
이스미 군의 위치

이스미군(일본어: 夷隅郡, いすみぐん)은 일본 지바현에 있는 군이다. 이하 2정으로 구성된다.
인구 14,471명, 면적 154.73km², 인구밀도 93.5명/km².(2025년 3월 1일, 추계인구)
- 오타키정(大多喜町)
- 온주쿠정(御宿町)

## 지리
오타키 정은 태평양에 면하고 있으며, 온주쿠 정은 보소 구릉에 면한 삼림지대이다. 군의 중앙부로는 이스미 강이 흐르고 있다.

## 군역
1878년 행정 구역 발족 당시의 군역은 위 2정 외에 아래의 행정 구역에 해당한다.
- 가쓰우라시 전역
- 이스미시의 대부분
- 조세이군 무쓰자와정의 일부

다만 현 가쓰우라시 남서부 (구 오키쓰정 구역)은 율령제 당시에는 아와국 나가사군에 속했다.

## 역사

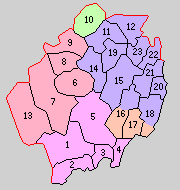
1.우에노촌 2.기요미촌 3.가쓰우리촌 4.도요하마촌 5.후사노촌 6.후사모토촌 7.니시하타촌 8.오타키정 9.가미타키촌 10.미즈사와촌 11.지마치촌 12.후루사와촌 13.오이카와촌 14.나카가와촌 15.아즈마촌 16.후세촌 17.온주쿠촌 18.나미하나촌 19.구니요시촌 20.나카이오치촌 21.도카이촌 22.아사히정 23.나카네촌 (보라:이스미시 분홍:가쓰우라시 빨강:오타키정 주황:온주쿠정 녹색:조세이군 무쓰자와정)

- 1889년 4월 1일 - 정촌제 시행으로 다음 정촌이 성립됨.(2정 21촌)
  - 우에노촌(上野村): 현 가쓰우라시
  - 기요미촌(清海村): 현 가쓰우라시
  - 가쓰우리촌(勝浦村): 현 가쓰우라시
  - 도요하마촌(豊浜村): 현 가쓰우라시
  - 후사노촌(総野村): 현 가쓰우라시
  - 후사모토촌(総元村): 현 오타키정
  - 니시하타촌(西畑村): 현 오타키정
  - 오타키정(大多喜町): 현 오타키정
  - 가미타키촌(上瀑村): 현 오타키정
  - 미즈사와촌(瑞沢村): 현 조세이군 무쓰자와정
  - 지마치촌(千町村): 현 이스미시
  - 후루사와촌(古沢村): 현 이스미시
  - 오이카와촌(老川村): 현 오타키정
  - 나카가와촌(中川村): 현 이스미시
  - 아즈마촌(東村): 현 이스미시
  - 후세촌(布施村): 현 온주쿠정, 이스미시
  - 온주쿠촌(御宿村): 현 온주쿠정
  - 나미하나촌(浪花村): 현 이스미시, 온주쿠정
  - 구니요시촌(国吉村): 현 이스미시
  - 나카이오치촌(中魚落村): 현 이스미시
  - 도카이촌(東海村): 현 이스미시
  - 아사히정(旭町): 현 이스미시
  - 나카네촌(中根村): 현 이스미시
- 1890년 3월 12일 - 가쓰우라촌이 정제 시행으로 가쓰우라정(勝浦町)이 됨.(3정 20촌)
- 1893년 9월 22일 - 구니요시촌이 정제 시행으로 구니요시정(国吉町)이 됨.(4정 19촌)
- 1899년 12월 22일 - 나카이오치촌이 정제 시행과 개칭으로 오하라정(大原町)이 됨.(5정 18촌)
- 1900년 7월 25일 - 아사히정이 조자정(長者町)으로 개칭.
- 1914년 4월 1일 - 온주쿠촌이 정제 시행으로 온주쿠정(御宿町)이 됨.(6정 17촌)
- 1921년 1월 1일 - 기요미촌이 정제 시행과 개칭으로 오키쓰정(興津町)이 됨.(7정 16촌)
- 1937년 4월 1일 - 가쓰우라정·도요하마촌이 합병하여 새로이 가쓰우라정(勝浦町)이 발족.(7정 15촌)
- 1953년 7월 1일 - 조자정·나카네촌이 합병하여 새로이 조자정(長者町)이 발족.(7정 14촌)
- 1954년
  - 4월 29일 - 구니요시정·지마치촌·나카가와촌이 합병하여 이스미정(夷隅町)이 발족.(7정 12촌)
  - 10월 5일 - 오타키정·후사모토촌·니시하타촌·가미타키촌·오이카와촌이 합병하여 새로이 오타키정(大多喜町)이 발족.(7정 8촌)
  - 12월 1일 - 후루사와촌이 조세이군 다이토촌과 합병하여 다이토정(太東町)이 발족.(8정 7촌)
- 1955년(昭和30年)
  - 2월 11일 - 가쓰우라정·오키쓰정·우에노촌·후사노촌이 합병하여 새로이 가쓰우라정(勝浦町)이 발족.(7정 5촌)
  - 3월 31일(7정 1촌)
    - 오하라정·아즈마촌·도카이촌·후세촌의 일부·나미하나촌의 일부가 합병하여 새로이 오하라정(大原町)이 발족.
    - 온주쿠정·후세촌의 잔여부·나미하나촌의 잔여부가 합병하여 온주쿠정(御宿町)이 발족.

  - 7월 20일 - 미즈사와촌이 조세이군 쓰치무쓰촌, 조난정의 일부와 합병하여 조세이군 무쓰자와촌이 발족, 이스미군에서 이탈.(7정)
- 1958년 10월 1일 - 가쓰우라정이 시제 시행으로 가쓰우라시(勝浦市)가 되어, 군에서 이탈.(6정)
- 1961년 8월 1일 - 다이토정·조자정이 합병하여 미사키정(岬町)이 발족.(5정)
- 2005년 12월 5일 - 오하라정·이스미정·미사키정이 합병하여 이스미시(いすみ市)가 발족, 군에서 이탈.(2정)